# Rosema fulvipennis
Rosema fulvipennis är en fjärilsart som beskrevs av Butler 1878. Rosema fulvipennis ingår i släktet Rosema och familjen tandspinnare. Inga underarter finns listade.